# União da Vitória
União da Vitória es un municipio brasileño situado en el estado de Paraná a una distancia de 243 kilómetros de Curitiba y a 1472 kilómetros de Brasilia. Se localiza en el extremo sur del estado.
Según el IBGE, el municipio tiene una superficie de 719,9  km² y una población de 55.033 habitantes (2022).
La ciudad limita con Porto União, del estado de Santa Catarina, y está conectada por medio de una línea férrea y por el río Iguazú, que atraviesa el municipio. Esta división entre las dos ciudades forma un único núcleo urbano de aproximadamente 88.000 habitantes, conocido como las "Gemelas del Iguazú".